# 443 هـ
443 هـ هي سنة في التقويم الهجري امتدت مقابلةً في التقويم الميلادي بين سنتي 1051 و1052.

## أحداث
- حريق في الحضرة الكاظمية ببغداد.

## وفيات
- معن بن صمادح